# Carsonypark

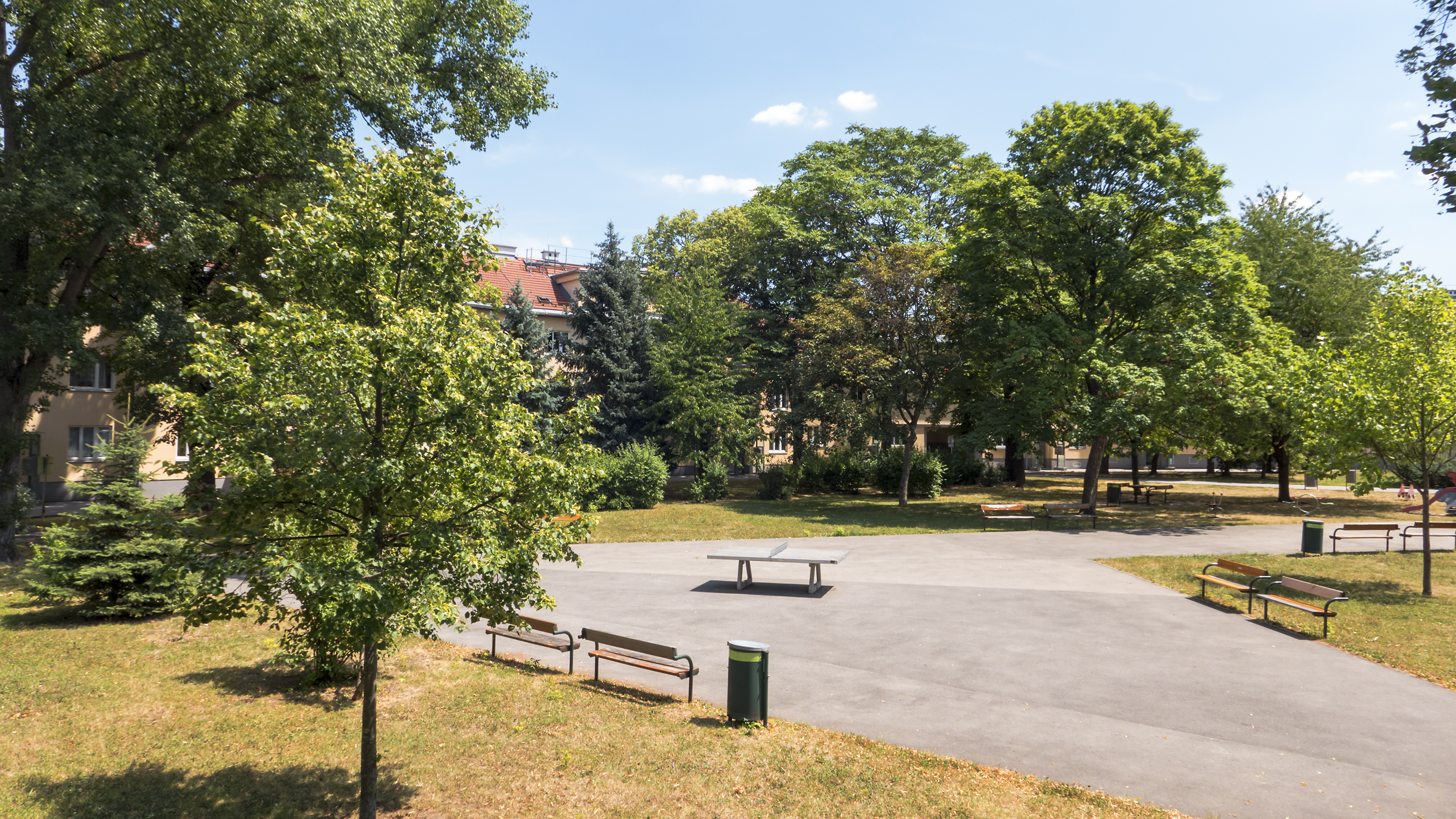
Carsonypark (2017)

Der Carsonypark ist ein Wiener Park im 11. Bezirk, Simmering.

## Beschreibung

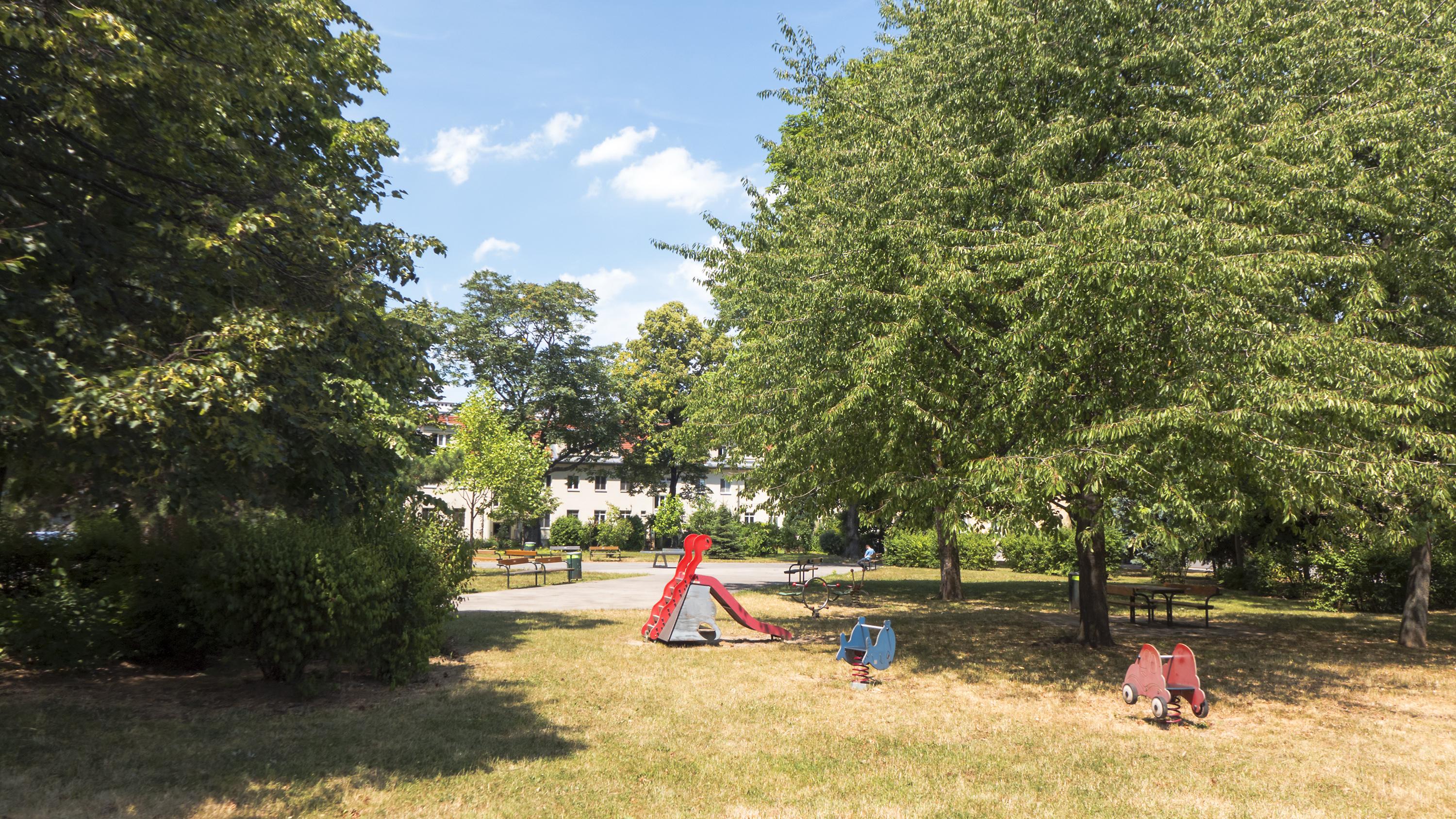
Carsonypark (2017)

Der Carsonypark ist ein ca. 4950 m² großer Park im Bezirksteil Simmering. Der Park liegt in der Zamenhofgasse nahe der Hasenleitengasse in der Hasenleitensiedlung, einer Wohnhausanlage der Gemeinde Wien, und wird halbrund von Wohnbauten umschlossen. Der Park verfügt neben Wiesenflächen und einem alten Baumbestand über zahlreiche Sitzmöglichkeiten, einen Tischtennistisch, ein Gräser- und Staudenbeet und einen Kleinkinderspielplatz.

## Geschichte
Der Carsonypark wurde am 29. November 2016 im Gemeinderatsausschuss für Kultur, Wissenschaft und Sport der Stadt Wien nach den aus Simmering stammenden Artisten Karl, Josef und Engelbert (Bert) Schrom benannt, die als Carsony Brothers international Karriere machten. Zu ihren Kunststücken zählte vor allem der synchron ausgeführte einarmige Handstand auf einem Spazierstock.